# Голувко, Тадеуш
Таде́уш Людвик Голу́вко (пол. Tadeusz Ludwik Hołówko; 17 сентября 1889, Семипалатинск, Семипалатинская область, Степное генерал-губернаторство, Российская империя (ныне Казахстан) — 29 августа 1931, Трускавец, Польская Республика, ныне Украина) — польский политик, государственный деятель, издатель, публицист, один из деятелей движения прометеизма.

## Биография
Родился в семье участника Польского восстания 1863 года, сосланного в Сибирь.
Близкий соратник Юзефа Пилсудского. Один из организаторов Польской военной организации. Видный деятель польского Движения независимости народов и Польской социалистической партии.
После провозглашения независимости Польши в ноябре 1918 года работал в правительстве И. Дашиньского в должности вице-премьера по пропаганде.
Один из организаторов, заместитель председателя и идеолог организации «Беспартийный блок сотрудничества с правительством» — неполитической организации, тесно связанной с Пилсудским и его движением «санации», которая существовала с 1928 по 1935 («BBWR», Беспартийный блок сотрудничества с правительством).
С 1930 — депутат Сейма Республики Польша. Руководитель Института исследований по делам национальностей, позже руководил восточным отделом министерства иностранных дел.
Регулярно выступал со статьями в издании «Дрога». Автор ряда теоретических и политико-публицистических сочинений, в том числе: «О демократии, политике и моральности общественной жизни», «Национальные проблемы в Польше», воспоминаний «Сквозь страну красного царизма» и «Через два фронта».
Т. Голувко считался создателем концепции прометеизма, ставившего задачей освобождение «порабощенных национальностей» СССР.
Сторонник украинско-польского диалога и взаимопонимания с украинцами, проживающими в Польше, поддерживал налаживание отношений с легальными украинскими политическими партиями, такими как Украинское национально-демократическое объединение, автор идеи создания украинской культурной автономии в Польше и независимой Украины на восток от Збруча.
Руководители ОУН считали Т. Голувко скрытым польским шовинистом. В результате организованного членом ОУН Р. Шухевичем террористического акта 29 августа 1931 боевики ОУН Василь Билас и Дмитрий Данилишин застрелили Тадеуша Голувко. Убийство было совершено на территории монастыря униатских сестёр в г. Трускавец, где в это время он находился на лечении. Убийство Голувко вызвало широкий резонанс не только в Польше, но и за её пределами. Вопрос террористического акта, совершённого боевиками ОУН, обсуждался на заседании Лиги Наций.
Похоронен на кальвинистском кладбище в Варшаве.
Награждëн орденом Орлиного креста (Эстония).